# Большое Святое (озеро, Россия)
Большое Святое (Святое Дедовское) — проточное озеро в северо-западной части Навашинского городского округа Нижегородской области. Относится к бассейну реки Тёша. Региональный памятник природы, охраняется государством с 1976 года.
Также озеро называют Дедовским — по названию располагающегося рядом села Дедово. Летом на озере множество отдыхающих, в основном из Мурома и Навашина. Вода в озере очень чистая и прозрачная.

## Происхождение
Озеро образовалось на месте карстового провала.

## Легенды
По одной из легенд, на месте озера существовало богатое торговое село Русаки с монастырём. После провала из монастыря всплыли иконы. Считается, что вода в озере святая.